# Castello (San Marino)
Il castello è l'unità amministrativa in cui è divisa la Repubblica di San Marino.
Come i comuni italiani, i castelli di San Marino comprendono un centro principale che è la sede del castello, chiamato capoluogo, e altri insediamenti noti come frazioni o curazie.

## Storia
Anticamente, il territorio della Repubblica di San Marino era diviso in dieci gualdarie con finalità di tutela del patrimonio naturale, delle proprietà rurali e di mantenimento dell'ordine pubblico.
Nel 1463 dopo l'annessione delle città di Serravalle, Montegiardino e Faetano tolte ai Malatesta di Rimini, vennero chiamati per la prima volta "castra subdita" (luoghi soggetti) da cui la parola castello a cui vennero date diverse autonomie amministrative; ognuno dei tre castelli era governato da un capitano nominato dal Consiglio Grande e Generale.
Dal 1463 al 1925 San Marino fu quindi diviso in quattro castelli (Fiorentino, Montegiardino, Faetano e Serravalle) e in cinque parrocchie o gualdarie (Città di San Marino, Acquaviva, Borgo Maggiore, Chiesanuova, Domagnano).
Con la legge 16 marzo 1925, n. 10, San Marino venne diviso in cinque zone, corrispondenti più o meno con le parrocchie, ciascuna delle quali prende il nome dal centro più grande, detto appunto castello, ciascuno con a capo un capitano di castello nominato dal Consiglio Grande e Generale (chiamato Consiglio Principe e Sovrano all'epoca).
Con legge 17 novembre 1945, n. 66, il capitano di castello viene affiancato da una giunta di castello, entrambi nominati dal Consiglio grande e generale.
Con la legge 30 novembre 1979, n. 75, la nomina del capitano di castello e della giunta di castello diventa di suffragio universale. Con l'ultima modifica con la legge 24 febbraio 1994, n. 22, ogni castello è retto da una giunta di castello, eletta dai residenti per cinque anni e composta da 9 membri per i castelli con più di 2 000 abitanti e 7 per quelli più piccoli. Le giunte sono tutte presiedute da un capitano di castello.
Con la legge 17 settembre 2020, n. 158, ha ridotto i componenti delle giunte di castello di un membro e ha esteso il diritto di voto agli stranieri residenti in Repubblica da almeno 10 anni. 
Tra le competenze dei Castelli vi sono:
- la gestione dei servizi pubblici locali
- la promozione di attività di natura culturale, ricreativa o sociale
- la progettazione e realizzazione di lavori pubblici.

## Castelli

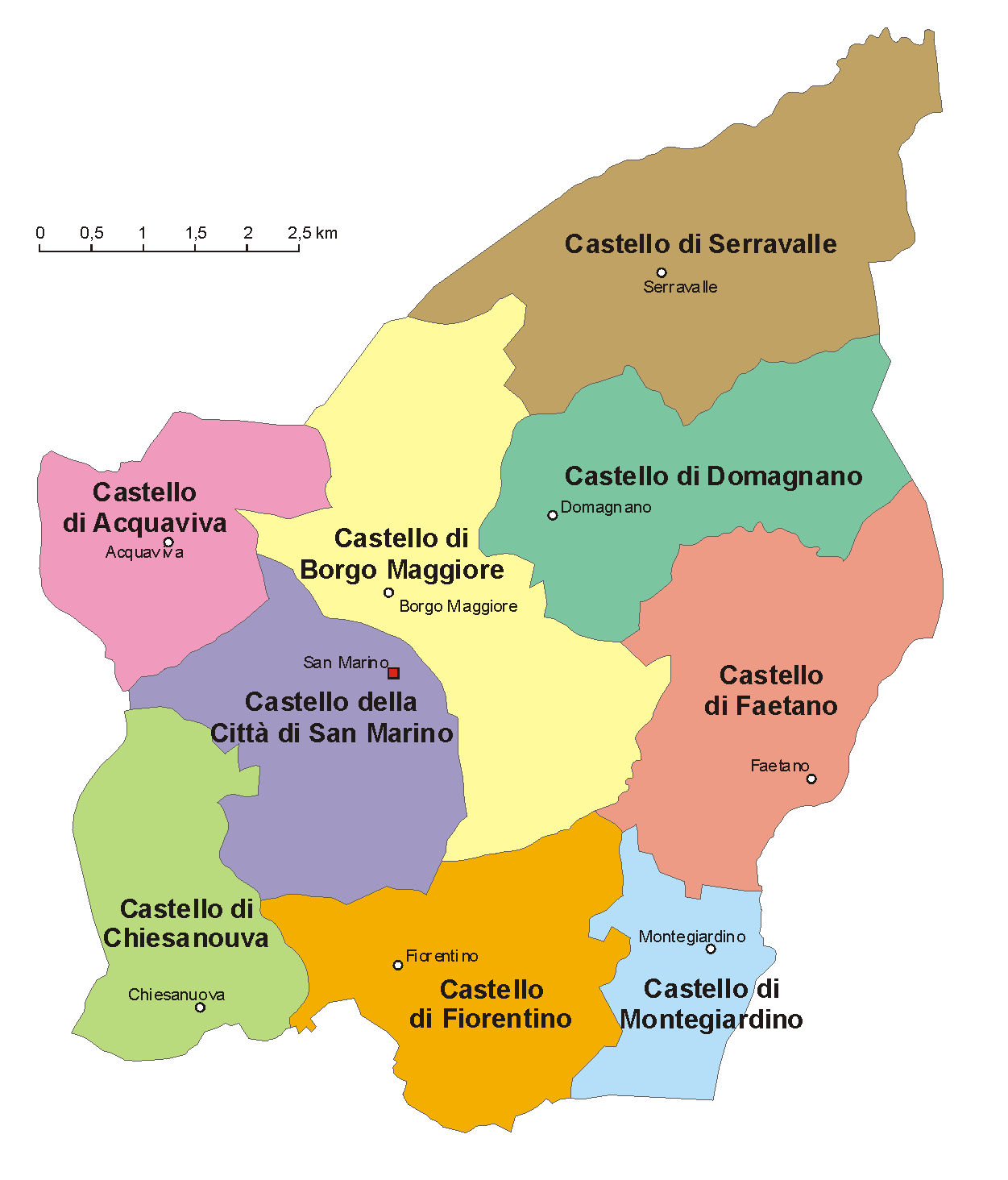

| Castello            | Immagine | Superficie (km²) | Popolazione (abitanti) | Densità (ab./km²) | Altitudine (m s.l.m.) | Annessione a San Marino | Capitano di castello                                                   | Curazie                                                                                |
| ------------------- | -------- | ---------------- | ---------------------- | ----------------- | --------------------- | ----------------------- | ---------------------------------------------------------------------- | -------------------------------------------------------------------------------------- |
| Città di San Marino |          | 7,09             | 4211                   | 593,94            | 675                   | -                       | Maria Teresa Beccari (lista civica) dal 30 novembre 2009               | Cà Berlone, Canepa, Casole, Castellaro, Montalbo, Murata, Santa Mustiola               |
| Acquaviva           |          | 4,86             | 2104                   | 432,92            | 237                   | 1243                    | Lucia Tamagnini (lista civica) dal 20 marzo 2013                       | Gualdicciolo, La Serra                                                                 |
| Borgo Maggiore      |          | 9,01             | 6640                   | 722,22            | 525                   | XII secolo              | Federico Cavalli (lista civica Borgo al Centro) dal 30 novembre 2014   | Cà Melone, Cà Rigo, Cailungo, San Giovanni sotto le Penne, Valdragone, Ventoso         |
| Chiesanuova         |          | 5,46             | 1090                   | 199,63            | 450                   | 1320                    | Marino Rosti dal 30 novembre 2014                                      | Caladino, Confine, Galavotto, Molarini, Poggio Casalino, Poggio Chiesanuova, Teglio    |
| Domagnano           |          | 6,62             | 3265                   | 493,20            | 357                   | 1463                    | Gabriel Guidi (lista civica Domagnano Paese Vivo) dal 30 novembre 2014 | Cà Giannino, Fiorina, Piandivello, Spaccio Giannoni, Torraccia                         |
| Faetano             |          | 7,75             | 1179                   | 152,13            | 362                   | 1463                    | Fanny Gasperoni (lista civica Faetano viva) dal 30 novembre 2014       | Cà Chiavello, Calligaria, Corianino, Monte Pulito                                      |
| Fiorentino          |          | 6,57             | 2537                   | 386,15            | 490                   | 1463                    | Daniela Giannoni (lista civica) dal 13 dicembre 2014                   | Capanne, Crociale, Pianacci                                                            |
| Montegiardino       |          | 3,31             | 911                    | 275,23            | 340                   | 1463                    | Giacomo Rinaldi (lista civica) dal 30 novembre 2014                    | Cerbaiola                                                                              |
| Serravalle          |          | 10,53            | 11035                  | 1029,53           | 148                   | 1463                    | Vittorio Brigliadori (lista civica)                                    | Cà Ragni, Cinque Vie, Dogana, Falciano, Lesignano, Ponte Mellini, Rovereta, Valgiurata |

## Sedi delle case di castello
- Acquaviva: piazza Castello Montecerreto, 1 - 47892 Acquaviva
- Borgo Maggiore: piazza Mercatale, 21 - 47893 borgo Maggiore
- Chiesanuova: piazza Salvatore Conti, 7 - 47894 Chiesanuova
- Domagnano: piazza Filippo da Sterpeto 3/A - 47895 Domagnano
- Faetano: piazza del Massaro, 5 - 47896 Faetano
- Fiorentino: via la Rena, 30 - 47897 Fiorentino
- Montegiardino: salita al Castello, 4 - 47898 Montegiardino
- Serravalle: via Enrico da Montefeltro, 18 - 47899 Serravalle
- Città di San Marino: via Basilicius, 2 - 47890 Città di San Marino

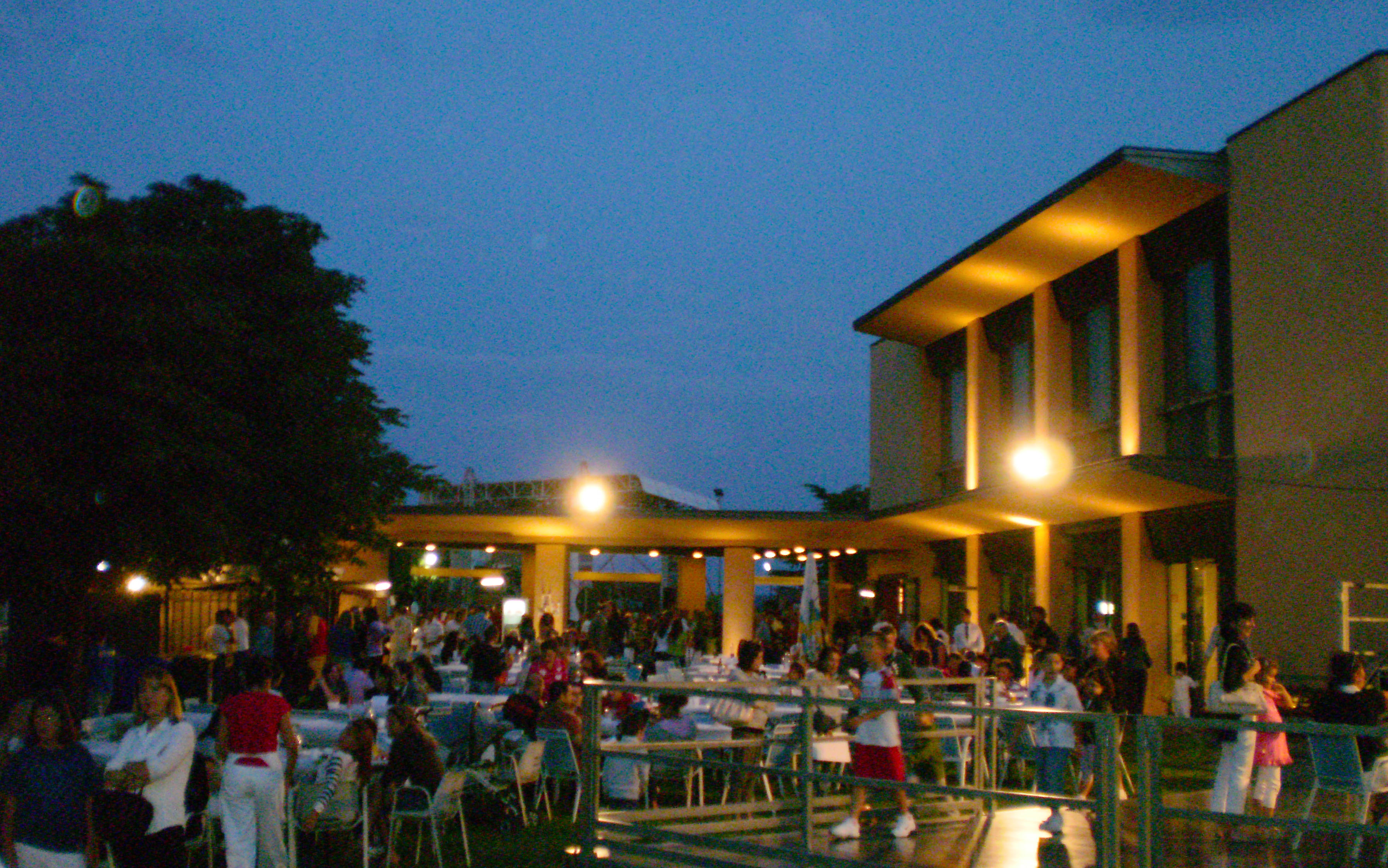
La casa di castello di Domagnano in piazza Filippo da Sterpeto.
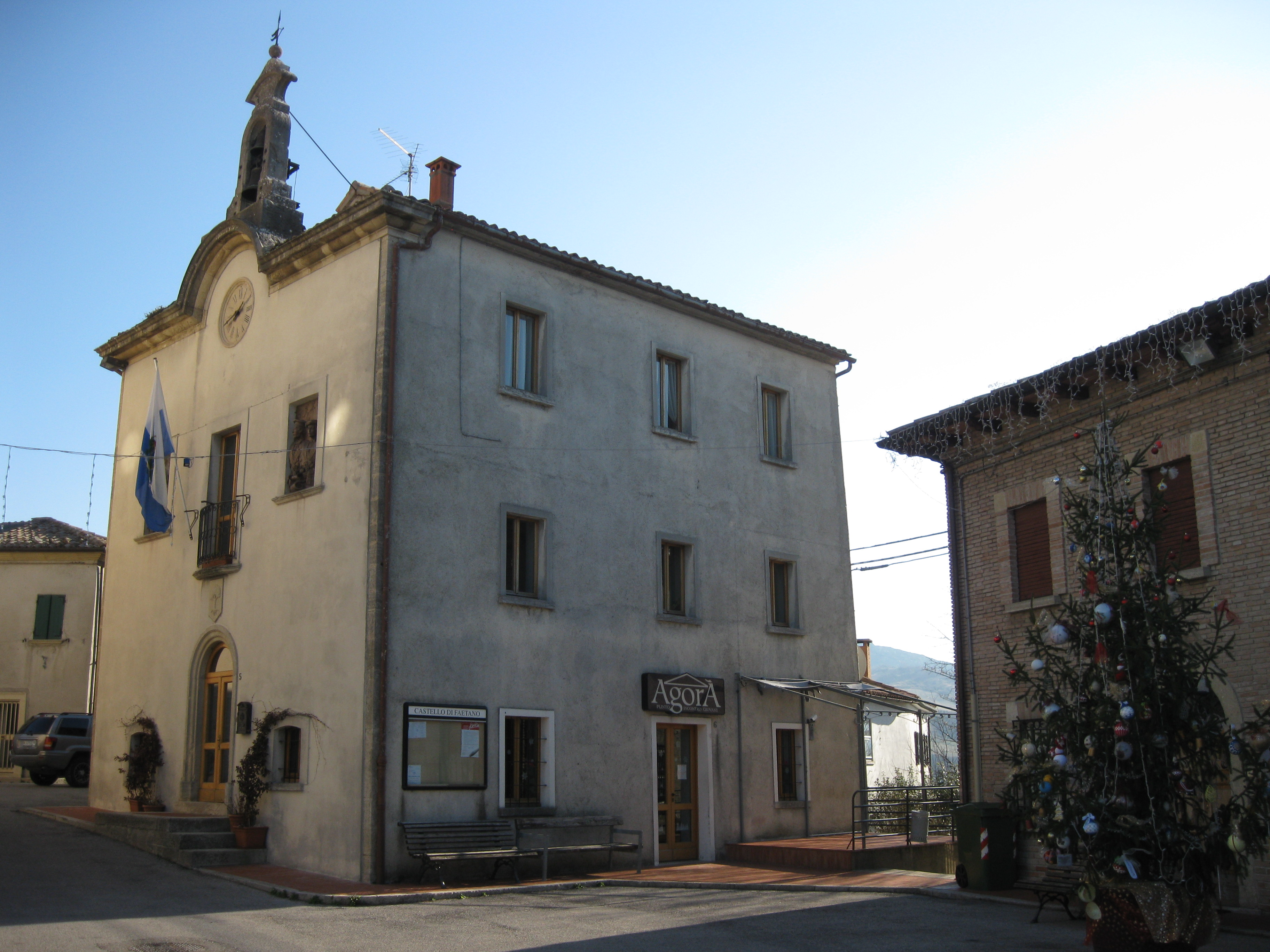
La casa di castello di Faetano in piazza del Massaro.